# جراحة بطريق الوتدي
جراحة بطريق الوتدي هي نوعٌ من الجراحات التي يُدخل فيها منظارٌ داخليٌ أو أدواتٌ جراحيَّة إلى جزءٍ من الدماغ عن طريق المرور عبر الأنف والعظم الوتدي (وهو عظمٌ على شكل فراشةٍ يُشكل الجزء السفلي الأمامي من القحف العصبي) ثم إلى تجويف الجيب الوتدي. تُستخدم هذه الجراحة في إزالة أورام الغدة النخاميَّة؛ حيث أنَّ هذه الأورام، وعلى الرغم من وجودها داخل الجمجمة، إلا أنها خارج الدماغ نفسه.

## التاريخ
يُعد هيرمان شلوفر [الإنجليزية] أول من حاول في الأسلوب بطريق الوتدي عام 1907. تطور استخدام هذا الإجراء في خمسينيات وستينيات القرن العشرين، وذلك مع إدخال الكشف الفلوري والمجهر الجراحي أثناء الجراحة.